# Tipula (Pterelachisus) pedicellaris
Tipula (Pterelachisus) pedicellaris is een tweevleugelige uit de familie langpootmuggen (Tipulidae). De soort komt voor in het Palearctisch gebied.